# 亚历山大·施托尔茨
亚历山大·施托尔茨（德語：Alexander Stolz，1983年10月13日—），德國已退役足球运动员，司职守门员，曾效力于德甲球會賀芬咸。

## 俱樂部生涯
史多斯於德国足球地区联赛球隊诺丁根（FC Nöttingen）開始了他的足球生涯，司职守门员，在2005年夏天，史多斯由诺丁根轉會到史特加，但他只是二隊的一名成員。在2006/07年賽季，他被外借到德甲另一支球隊賀芬咸。
2008年7月，史多斯於史特加一隊亮相，並為史特加一隊作賽，擔任守门员，而該場是圖圖盃賽事對陣俄羅斯球隊土星。
在2009年3月5日，史特加延長和史多斯的合同直到2012年夏天。
2020年9月11日，賀芬咸宣布史多斯退役，結束其球員生涯。

## 個人生活
史多斯又是一位敏銳的音樂家。2008年，德國樂隊銀月錄製了歌曲《Stuttgart für immer》，作為史特加的官方隊歌，而史多斯則在歌曲中擔任鼓手。